# Lego Spybotics
Lego Spybotics er en produktlinje produceret af den danske legetøjskoncern LEGO, der blev produceret i 2002. Det er et undertema til Mindstorms. Det bestod af fire forskellige sæt, inklusive en Spybot, der var en controller, et kabel og software. Spybots var farvekodede og hver af dem havde forskelligt tilhørende udstyr. Softwaren gør det muligt at programmere probotterne